# Kátia Denise da Silva
Kátia Denise da Silva (29 novembre 1977) è un'ex cestista brasiliana.

## Carriera
Con il Brasile ha disputato i Campionati americani del 1999, vincendo la medaglia d'argento.